# シアトル風ホットドッグ
シアトル風ホットドッグ（シアトルふうホットドッグ、英: Seattle-style hot dog, Seattle Dog とも）は、ホットドッグの地域変種の1つで、トッピングにクリームチーズとタマネギ炒めを用いている。発祥地のシアトルでは深夜の繁華街やスポーツ試合の日に移動販売車で売られている。

## 歴史
起源ははっきりしないが、シアトルの名物として受け入れられている。1980年代末から1990年代初頭にかけてシアトルのパイオニア・ストリート地域で発生したスタイルだと考えられている。創始者の可能性がある人物として、夜間営業の屋台でベーグルを売っていたハドリー・ロングがいる。ロングはキャピトル・ヒルの店舗ベーグル・デリから仕入れた棒状のビアリ（ベーグル生地を焼いたパン）にソーセージとクリームチーズを挟んで販売していた。
シアトルドッグはグランジ・ムーブメント只中の1990年代にバーやコンサート会場で人気を高めていった。2010年前後にはシアトルでよく見られる食品になっており、バーのほか、その周辺で夜間に営業する屋台で提供されている。スポーツ競技場やその近辺でも買うことができる。販売者の一人は『シアトル・ウィークリー』誌に、シアトル・マリナーズが記録的な勝数を収めた2001年に大量の観戦者がセーフコ・フィールド周辺のシアトルドッグ販売店に流れたことが「大ブーム」を生んだのだろうと語った。

## 調理
直火で焼いたソーセージと、トーストした細長いロールパンかホットドッグバンズを用いるのが一般的である。ポーランド・ソーセージを使ったものがよく見られる。屋台販売では短時間でよく火が通るようにソーセージを二つ割にすることが多い。
クリームチーズを乗せるのはシアトル風ホットドッグの特色で、ほかの地域ではほとんど見られない。粘度の高いクリームチーズを手早く乗せるため、ピストル状のグリップを備えた特製のディスペンサーが用いられることもある。ダンテズ・インフェルノ・ドッグという店の経営者は最初にこの種のディスペンサーを導入したと主張している。
追加の具材としては炒めたタマネギがもっとも人気である。ほかにはハラペーニョなどの唐辛子、ザワークラウトまたは焼きキャベツ、青ネギもトッピングされる。調味料として好まれるのはマスタード（イエローマスタードとスパイシーブラウンマスタードの両方）、バーベキューソース、シラチャーソースで、ケチャップの使用は比較的少ない。